# 哈米德·奥泰比
哈米德·奥泰比（1980年5月13日 -  ）是一名科威特举重运动员，身高1.86米。2010年参加广州亚运会，以256千克的成绩获94公斤级比赛第十六名。